# Реболы
Ре́болы (карел. Rebol´ä) — село Муезерского района Республики Карелия Российской Федерации. Административный центр Ребольского сельского поселения.

## Общие сведения
Село расположено на северо-западном берегу Лексозера, в 79 км к западу по автодороге от посёлка Муезерский.
Действует лесопункт, участковое лесничество, средняя школа, дом культуры.

## Климат
| Показатель                    | Янв.  | Фев.  | Март | Апр.  | Май  | Июнь | Июль | Авг. | Сен. | Окт.  | Нояб. | Дек.  | Год  |
| ----------------------------- | ----- | ----- | ---- | ----- | ---- | ---- | ---- | ---- | ---- | ----- | ----- | ----- | ---- |
| Абсолютный максимум, °C       | 8,1   | 6,1   | 12,1 | 20,7  | 32,2 | 32,5 | 35,5 | 33,7 | 25,1 | 18,3  | 10,5  | 6,6   | 35,5 |
| Средний суточный максимум, °C | −7    | −6,6  | −1,1 | 5,1   | 12,4 | 17,8 | 20,8 | 18,1 | 12,2 | 4,7   | −0,9  | −4,4  | 5,9  |
| Средняя температура, °C       | −10,1 | −10,1 | −5,2 | 0,8   | 7,6  | 13,4 | 16,5 | 14,1 | 8,9  | 2,5   | −3    | −7    | 2,4  |
| Средний суточный минимум, °C  | −13,7 | −14,1 | −9,6 | −3,7  | 3    | 9    | 12,3 | 10,3 | 5,9  | 0,4   | −5,3  | −10   | −1,3 |
| Абсолютный минимум, °C        | −52   | −41,6 | −36  | −28,5 | −15  | −1,5 | 1,8  | −1,7 | −6,9 | −21,1 | −34,5 | −38,2 | −52  |
| Норма осадков, мм             | 41    | 34    | 32   | 30    | 51   | 60   | 79   | 69   | 64   | 61    | 52    | 50    | 623  |
| Источник:                     |       |       |      |       |      |      |      |      |      |       |       |       |      |

## Население
| 1939 | 2002  | 2009 | 2010 | 2013 |
| ---- | ----- | ---- | ---- | ---- |
| 1106 | ↗1284 | ↘964 | ↘858 | ↘842 |

## История
В XVI—XVII вв. селение являлось центром Ребольского погоста в составе Лопских погостов.
В конце XVII века Реболы — одна из крупнейших (около 15 дворов) деревень Ребольской волости Повенецкого уезда Олонецкой губернии.
В 1830-х годах в селе неоднократно бывал известный собиратель фольклора Элиас Лённрот.
К 1890-м во всей волости (33 посёлка) насчитывалось 220 домов с количеством жителей 1200—1300 человек.
Революционные годы
В конце зимы 1918 года в Реболах установилась советская власть, однако столкнувшись с насилием со стороны большевиков, часть населения отказалась от революционных планов. На большом всенародном сходе, проходившем 2 и 3 августа 1918 года, было принято решение о присоединении к Финляндии, обретшей полгода назад независимость. На собрании присутствовал представитель правительства Финляндии Лаури Юхани Ханникайнен (Lauri Hannikainen). Управление Реболами должно было осуществляться по финляндским законам. 40 % ребольских земель следовало раздать крестьянам, 25 % — передать в общее пользование общинам, и, наконец, оставшиеся 35 % — Финляндии на общие расходы и для проведения культурно-просветительских работ. К финскому правительству обращались с просьбой о строительстве и ремонте дорог, об освобождении от воинской повинности на 30 лет, о предоставлении денежного займа и о поставках зерна.
31 августа 1918 года, после того как финское правительство приняло выдвинутые всенародным сходом условия присоединения, в Реболах провели второе собрание, в ходе которого были утверждены постановления предыдущего схода, а также принято решение о приглашении в Реболы финских войск для защиты территории. Финское правительство вывело свою политику в отношении Карелии на официальный уровень, основав 1 сентября 1918 года Восточно-Карельский комитет для управления волостями, находившимися под протекторатом финляндского государства.
В сентябре 1918 для защиты Ребол на территорию волости вступил отряд из 50 пограничников под командованием прапорщика Вальде Сарио. Позже численность войск прикрытия увеличили до размеров батальона, однако в октябре 1920 года в Реболах было лишь 60 финских солдат. В их задачи входило строительство укреплений, поддержание в должном состоянии линий телефонной связи и содержание застав в Мууярви, Емельяновке и Луовутсаари, а также разведка в ругозерском направлении, помощь русским беженцам — сторонникам белого движения — и доставка в Финляндию красных финнов.
В ходе начавшихся по предложению советской стороны Тартуских мирных переговоров Советская Россия выразила готовность отказаться от Петсамо в обмен на Ребольскую и Поросозерскую волости и некоторые острова в Финском заливе. Район Петсамо был, по мнению финнов, экономически более выгодным, чем вышеназванные волости, поэтому Финляндия согласилась на обмен.
Согласно мирным соглашениям, подписанным 14 октября 1920 года между Финляндией и Советской Россией был заключён Тартуский мир. По этому договору Финляндия возвратила Ребольскую и Поросозерскую волости получившей право на самоопределение Карельской трудовой коммуне. 14 января 1922 года в Реболах на двухдневный отдых остановился отряд Антикайнена, совершавший Поход в Киимаярви.
В 1927—1931 и 1935—1948 годах Реболы были центром Ребольского района.
Село являлось местом дислокации 73-го Ребольского Краснознамённого пограничного отряда КГБ СССР. Ребольский погранотряд был расформирован в 1999 году (см. фотогалерею ниже).

## Достопримечательности
В селе сохраняются памятники истории на Воинском кладбище:
- Братская могила 445 советских воинов. Большинство захоронений относится к периоду Советско-финской войны (1939—1940).
- Братская могила советских лётчиков разведывательной авиационной эскадрильи ВВС 7-й армии Северного флота, погибших 26 июля 1941 года близ Ребол.
- Могила пограничника В. С. Воскобойникова, погибшего в 1939 году.

## Известные уроженцы
- Куйкин, Виктор Иванович (1925—1996) — заслуженный работник лесной промышленности Карельской АССР, Герой Социалистического Труда.
- Лайне, Николай (1920—1984) — советский поэт.

## Галерея

Реболы
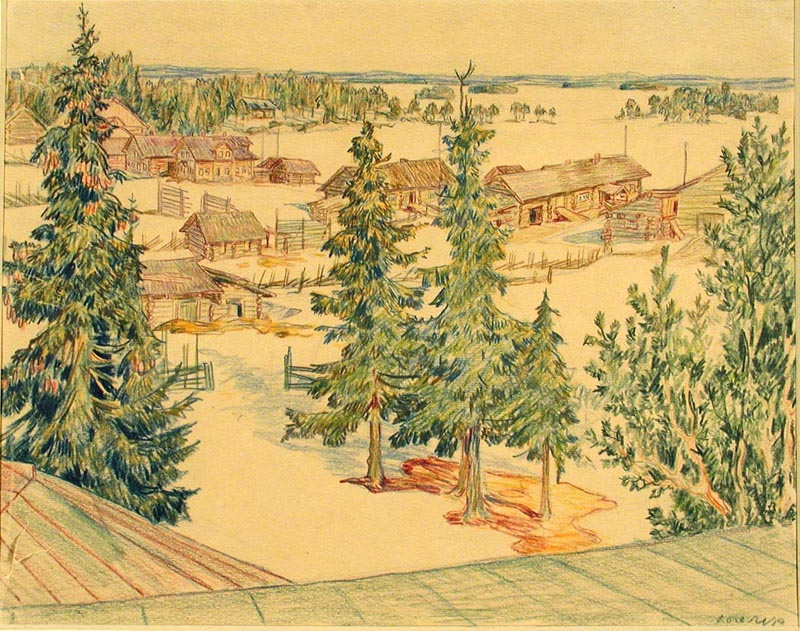
Деревня Реболы, Генрих Фогелер
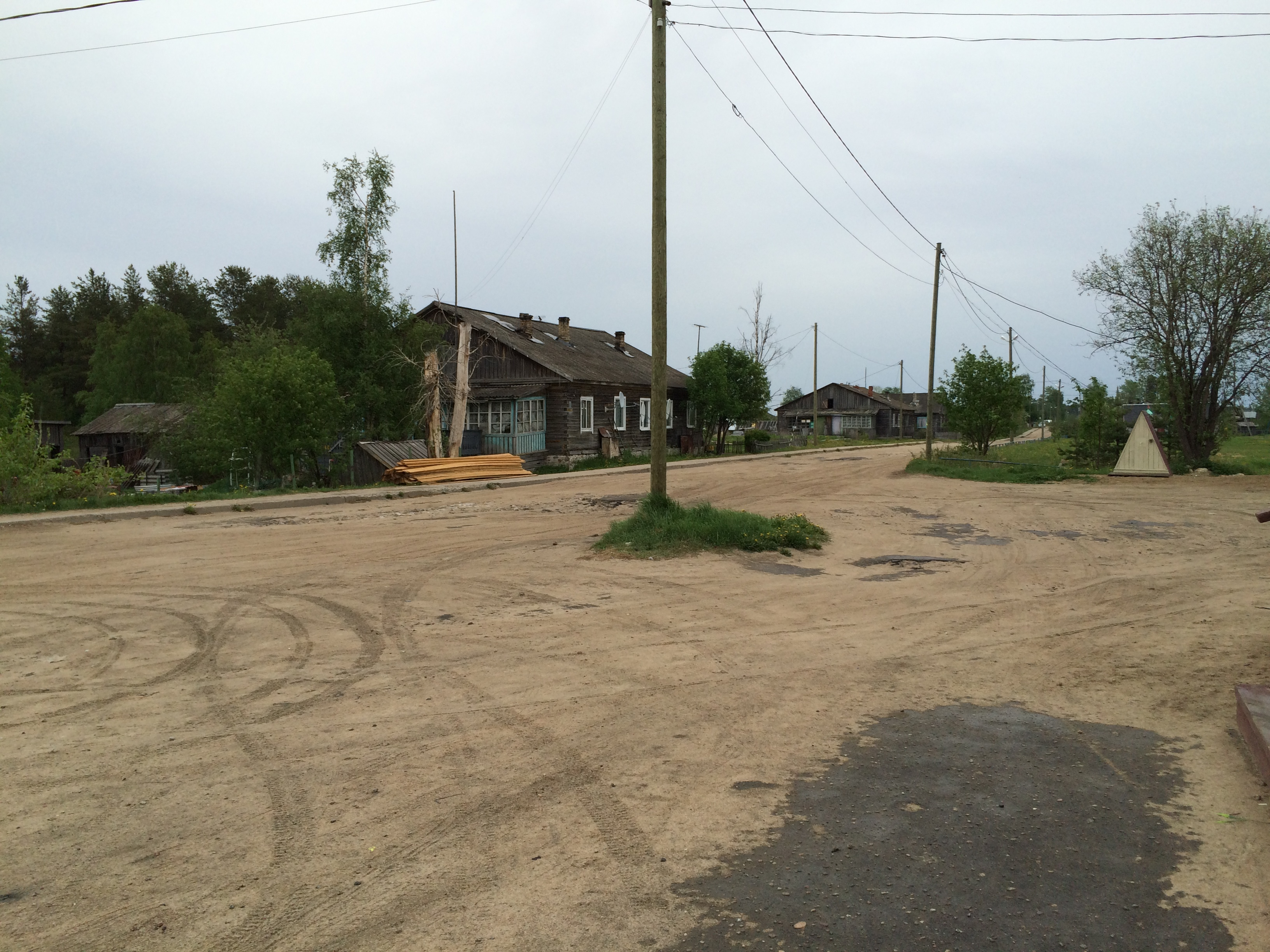
Центр села
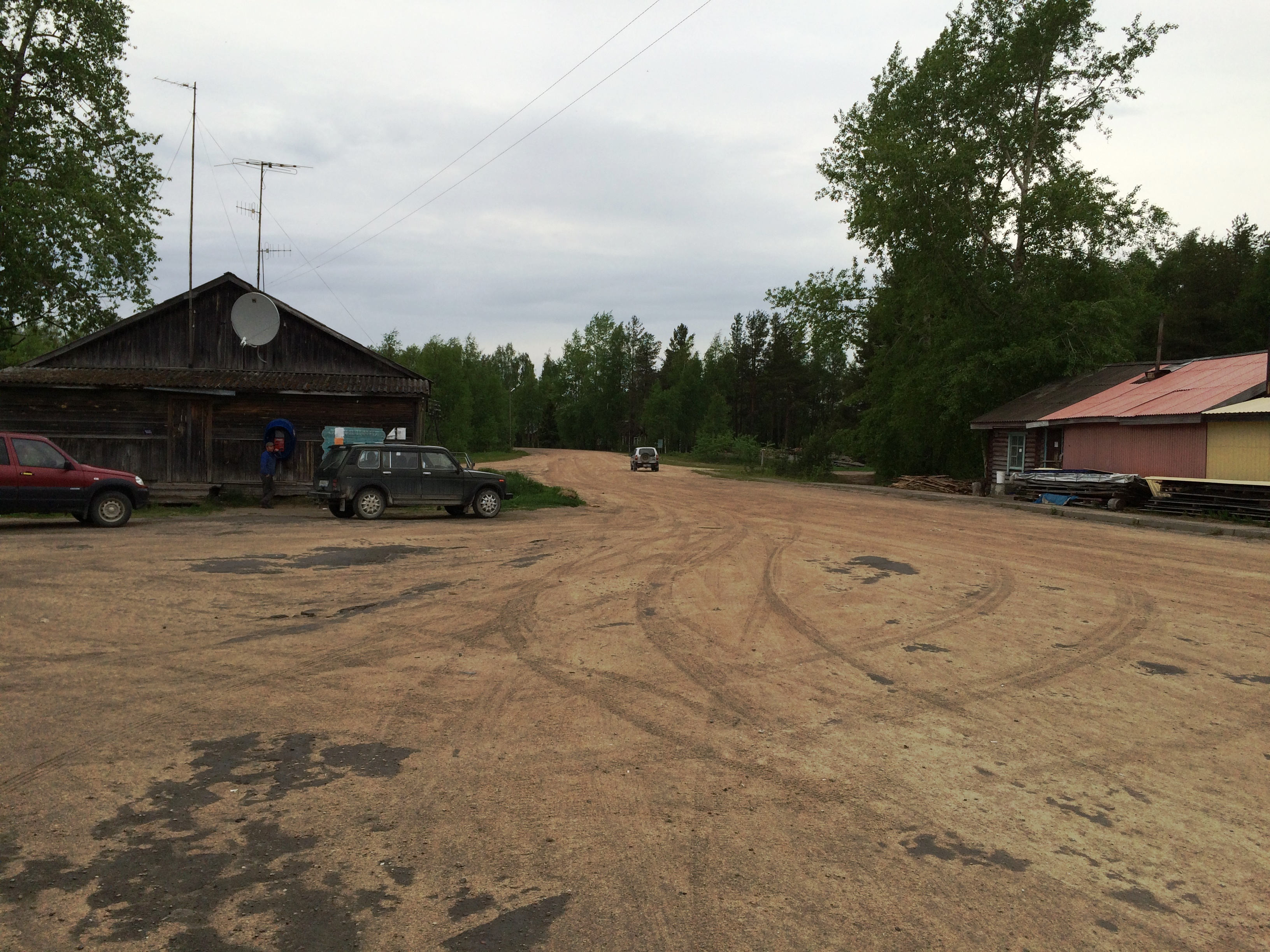
Центр села
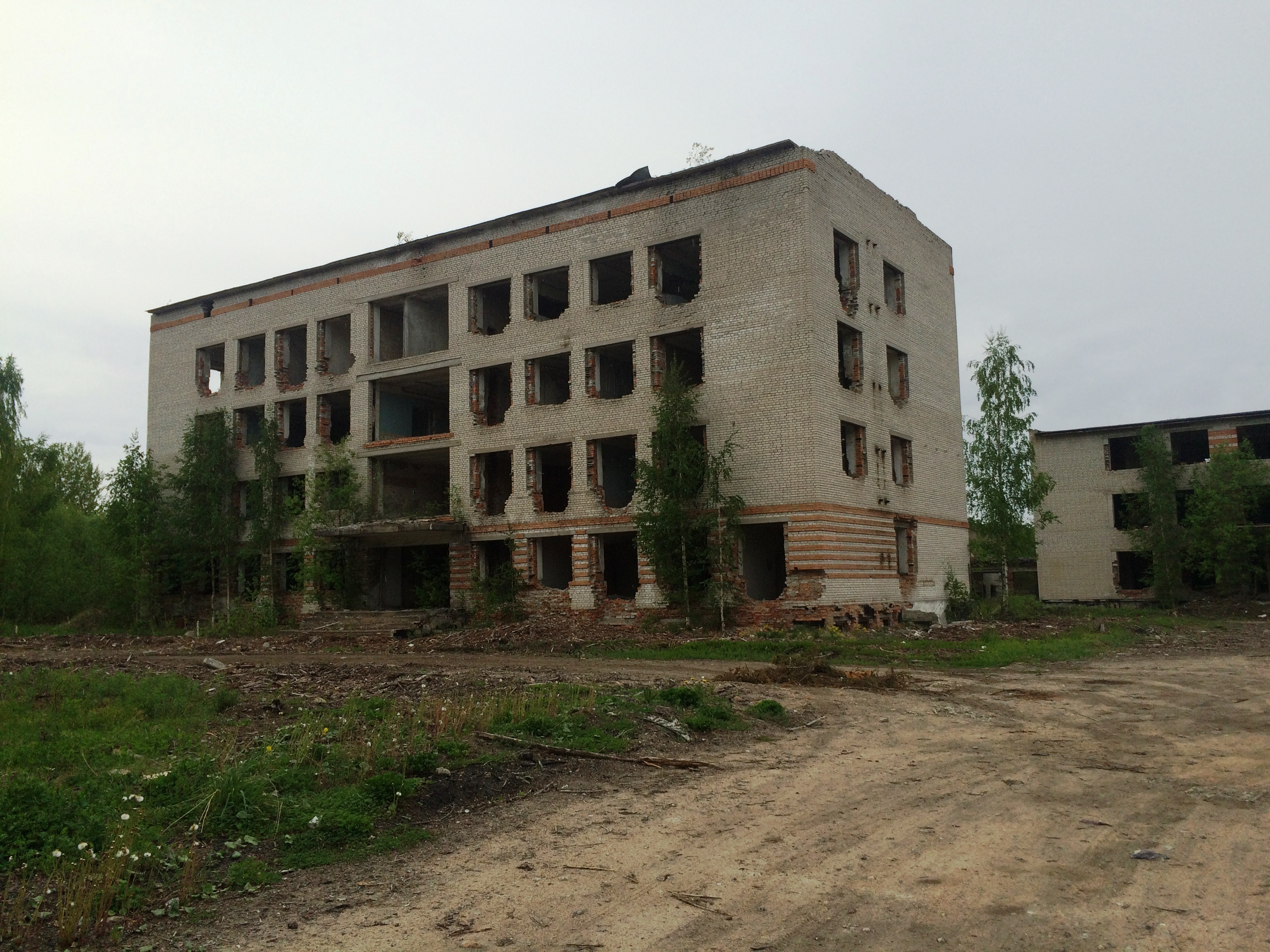
Солдатские казармы
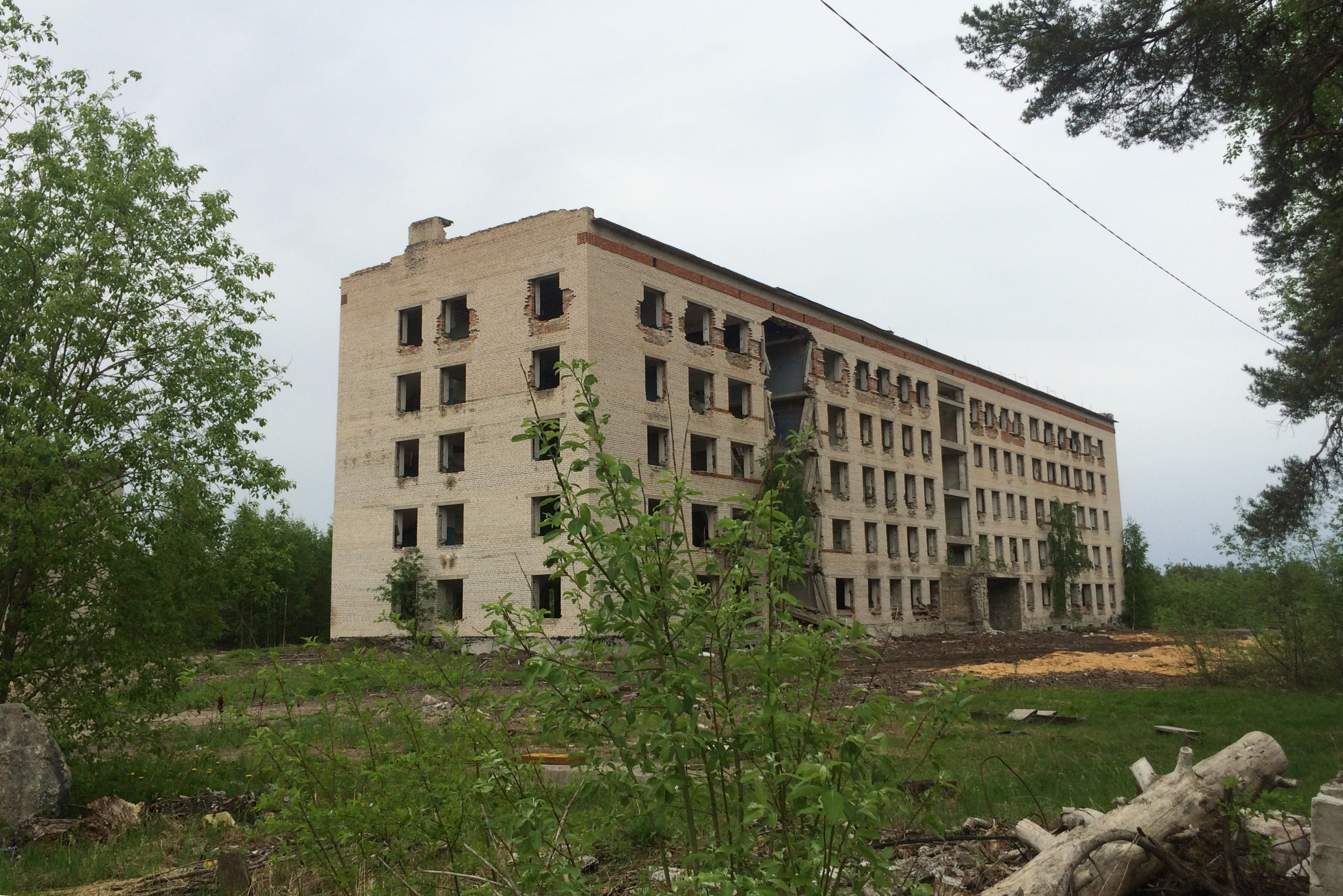
Солдатская казарма
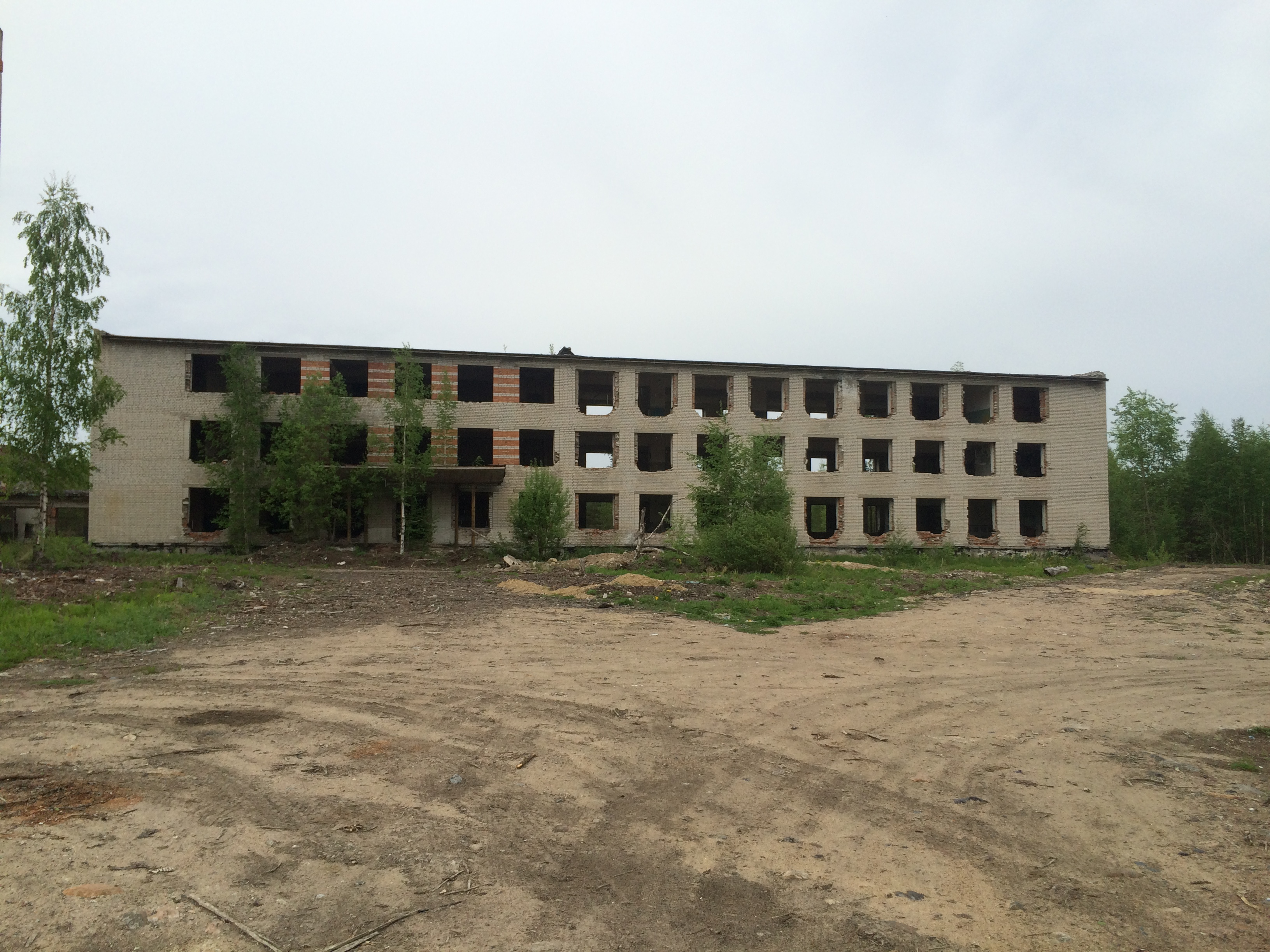
Солдатская казарма
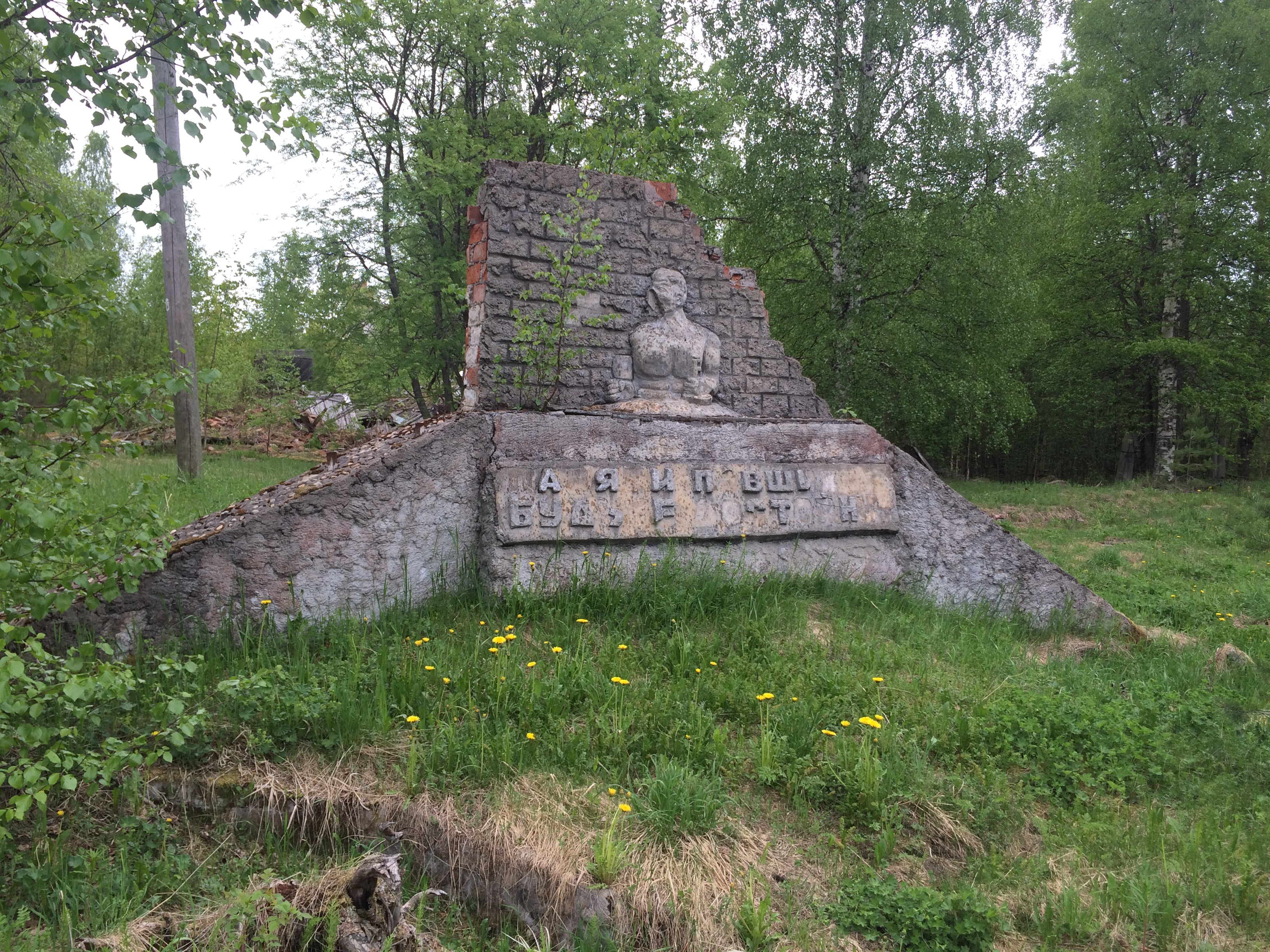
Мемориал
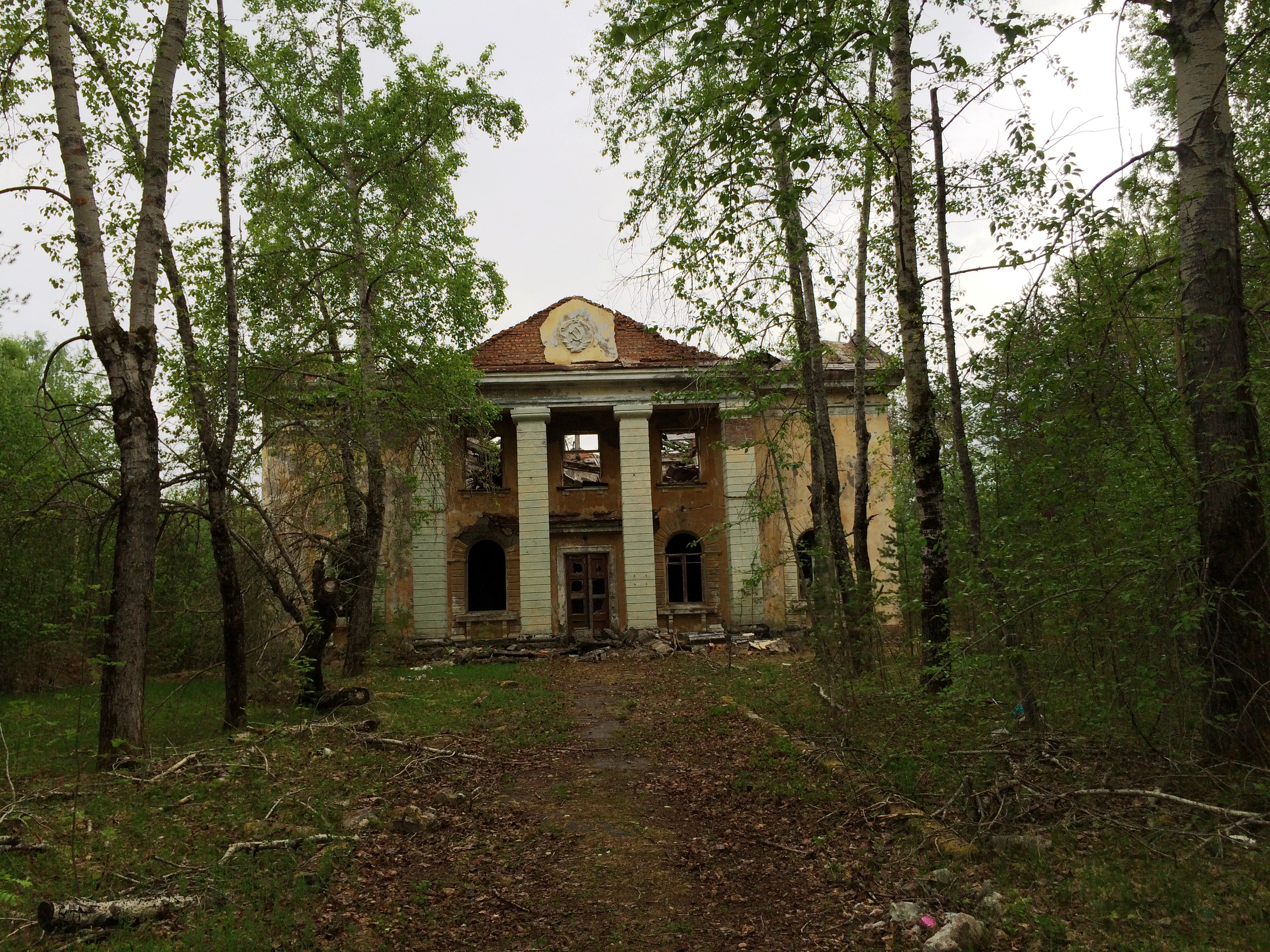
Солдатский клуб